# Citroën LN

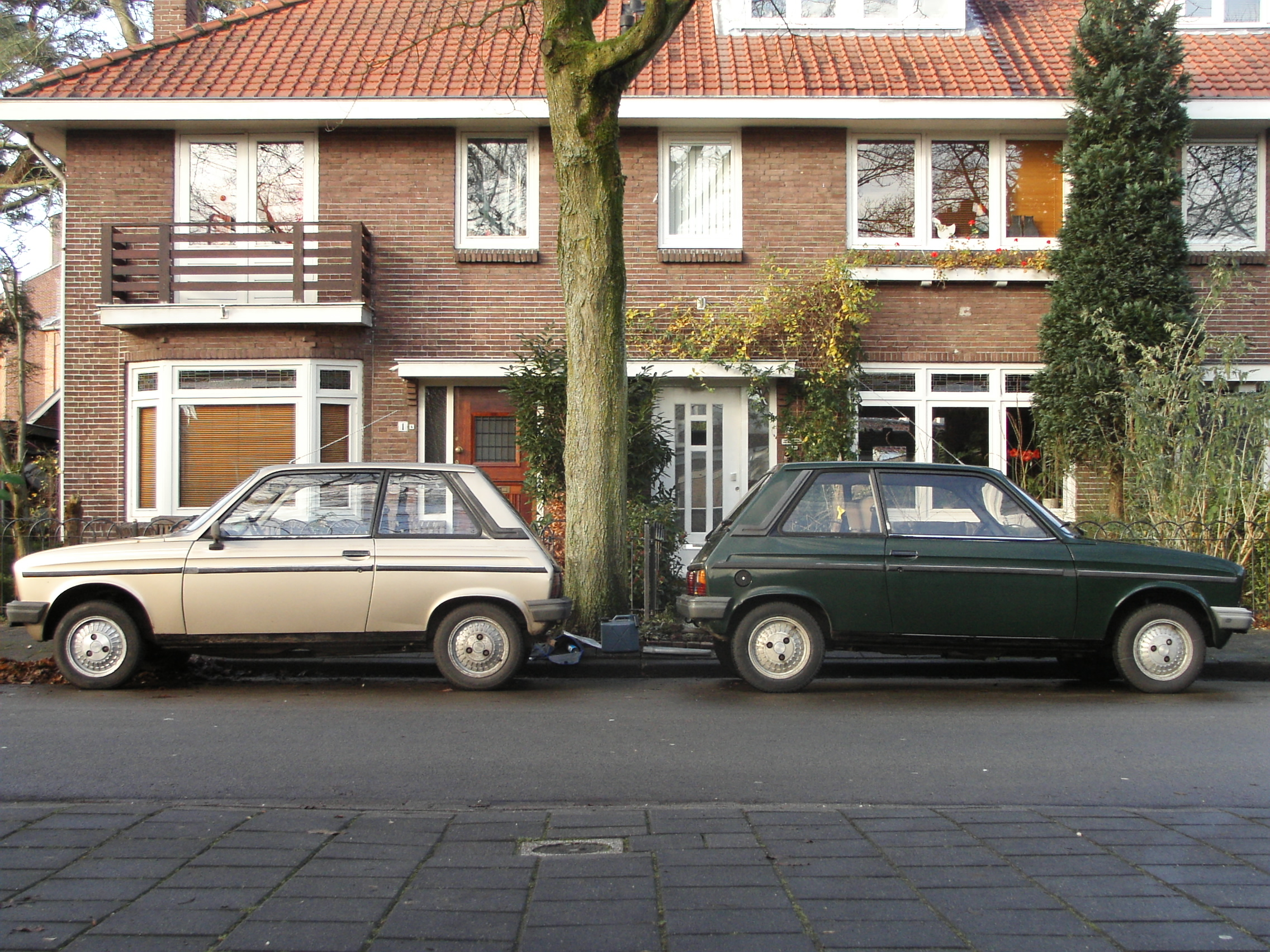
Citroën LNA 11E (z lewej) i 11RE

Citroën LN i Citroën LNA – małe samochody produkowane przez francuską firmę Citroën w ramach koncernu PSA w latach 1976-1985.

## Charakterystyka
Citroën LN wszedł na rynek 26 lipca 1976 jako zmodyfikowana wersja Peugeota 104 Z, z którego wykorzystano zawieszenie, układ hamulcowy, układ kierowniczy i deskę rozdzielczą. LN napędzany był ekonomicznym, dwucylindrowym silnikiem benzynowym o pojemności 602 cm³ i mocy maksymalnej 32 KM zapożyczonym z Citroëna 2CV. Był bardzo słabo wyposażony, ale za to cena i koszty jego utrzymania były bardzo niskie.

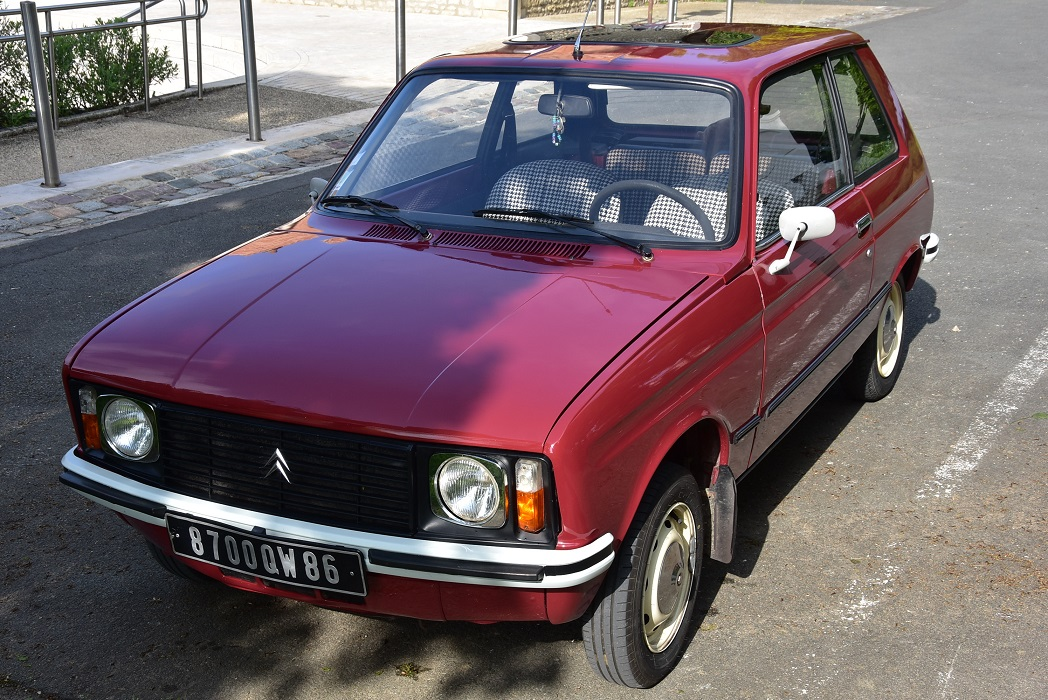
1981

Citroën LN sprzedawany był tylko we Francji, jednak Citroën LNA, który wszedł do produkcji w 1978 był eksportowany do większości europejskich państw. LNA napędzany był dwucylindrowym silnikiem o pojemności 652 cm³ i mocy 36 KM zapożyczonym z Citroëna Visa, zaś nieco później wersje LNA 11E i LNA 11RE otrzymały silnik o pojemności 1.1 dm³, dzięki któremu rozpędzały się do 145 km/h.
Nieco wcześniej, przed premierą Citroëna LNA, wprowadzono do produkcji niemal bliźniaczy Talbot Samba, który odróżniał się m.in. innym kształtem przednich reflektorów i nieco przedłużonym tyłem. Citroën LNA został oficjalnie wycofany z produkcji latem 1985, zaś Talbot Samba produkowany był o rok dłużej. Drugi siostrzeniec LNA - Peugeot 104 produkowany był do 1988 roku, kiedy to został zastąpiony modelem 205.

## Dane techniczne
Citroën LNA [LNA11E i 11RE]
- Pojemność silnika - 652 cm³ [1124 cm³]
- Moc maksymalna - 25 kW (34,5 KM) [37 kW (50 KM)]
- Przy obr.- 5500 obr./min [5500 obr./min]
- Chłodzony - powietrzem [cieczą]
- Skrzynia biegów - manualna, 4-stopniowa, zsynchronizowana
- Zawieszenie: 	
  - Przednie - kolumny McPherson, stabilizator
  - Tylne - wahacze wleczone, sprężyny śrubowe
- Hamulce - dwuobwodowe, z przodu tarczowe, z tyłu bębnowe
- Długość/szer./wys. - 338/152/137 cm
- Rozstaw osi - 223 cm
- Masa własna - 710 kg
- Opony - 135SR 13
- Prędkość maksymalna - 125 km/h [140 km/h]
- Zużycie paliwa l/100 km 5,1/-/6,5 [4,7/6,3/5,8]
- Cena w '84 r.: (LNA)34.900F (LNA 11E)36.200F (LNA 11RE) 39760F